# Yadir Cerda
Yadir Alexander Cerda Vasquez (ur. 25 marca 1994) – nikaraguański zapaśnik walczący w obu stylach. Zajął czternaste miejsce na mistrzostwach panamerykańskich w 2014. Srebrny medalista igrzysk Ameryki Środkowej w 2017. Piąty na igrzyskach Ameryki Środkowej i Karaibów w 2018 roku.